# Ibn Shihab al-Zuhri
Muhammad ibn Muslim ibn ʿUbayd Allāh ibn Shihāb al-Zuhrī ( محمد بن مسلم بن عبد الله بن شهاب الزُهري ) (Medina, 671 – 25 luglio, 742) è stato un giurista e storico arabo, creatore della cosiddetta "scuola storica di Medina".

## Biografia
Era un mawlā di grande cultura, giudicato uno degli uomini più colti e sapienti del suo tempo.
Queste sue doti gli fecero guadagnare la stima di califfi come l'omayyade Hishām b. ʿAbd al-Malik (m. 742) il quale lo nominò precettore dei figli. Svolse anche il ruolo di "consulente" dei califfi per questioni storiche e giuridiche. Svolse il ruolo di giudice (qāḍī) e si dedicò all'insegnamento. I suoi discepoli - autorizzati dal maestro con apposita ijāza - diffusero poi l'insegnamento ricevuto in altre aree del mondo arabo, quali l'Higiaz, lo Yemen, l'Egitto, la Siria e l'Iraq.
Ci è nota una sua opera di maghāzī, dal momento che personaggi come Ibn Ishaq, al-Waqidi, al-Baladhuri e Ṭabarī ne hanno riportato varie pagine nelle loro opere.
Al-Zuhrī curò inoltre una raccolta di aḥādīth, facendolo però in chiave tradizionalista: escluse gli Ansar tramandati da mawlā, dal momento che li considerava faziosi. Fu peraltro accusato a sua volta di poca attendibilità da esperti di ḥadīth ma la sua competenza in materia storica gli fu sempre riconosciuta.